# Ala (batalla)
En terminología militar, ala es una de las partes laterales del cuerpo de tropas. 
Todo cuerpo de tropas se divide en tres partes: 
- la que está en el costado derecho se llama ala derecha
- la que está en el izquierdo ala izquierda
- la que está en el medio centro

Las alas son las partes más débiles, porque se hallan más separadas una de otra, que el centro lo está de ellas y así difícilmente pueden socorrerse y por consiguiente, se ven expuestas a ser atacadas, rodeadas y envueltas.
Es pues necesario ocurrir a esta debilidad natural, apoyándolas a un río no vadeable, a lagunas impracticables, a un escarpado difícil de subir y flanqueado por baterías, a un lugar cuya posición sea ventajosa, cuyo recinto esté bien atrincherado y defendido por artillería que pueda hacer callar a la del enemigo o cubriéndolas a falta de mejores defensas, con abatidas, carros, atrincheramientos o tropas.
Lo que es un apoyo suficiente para el ala de un cuerpo numeroso, no lo es para la de un gran ejército, pues la debilidad de las alas se aumenta a proporción de lo que se dilatan. Un bosque bien cubierto y bien guarnecido de tropas, será un buen apoyo para un cuerpo de siete u ocho mil hombres; pero muy débil para un ejército de ochenta mil.
La caballería se pone ordinariamente en las alas, porque como es más rápida en sus movimientos, puede acudir más pronto a donde convenga, ya sea para el ataque o para la defensa. Pero si el ejército está en un puesto que el general quiere conservar y una de sus alas está suficientemente defendida, se pone en la otra toda la caballería o se la emplea donde se juzga más útil y esta disposición no impide el que queden aún dos alas al ejército.

## Ala entre los romanos
El mariscal de Puysegur que dice en su Arte de la guerra.
Julio César en sus Comentarios sobre la Guerra Civil no se sirve de la palabra ala; dice 

cornu dextrum, cornu sinistrum. El término ala izquierda, ala derecha se utilizó hasta finales del siglo XIX para designar a un cuerpo de caballería; y también Vegecio, en el primer capítulo de su segundo libro del Epitoma rei militaris , dice, que a la caballería se le llama ala, porque cubre el cuerpo de batalla por derecha e izquierda.

Cuando César describe su orden de batalla dice:

yo puse la décima legión cornu dextro, la décimo quinta cornu sinistro, y continúa siempre empleándolo solo hablando de su infantería: pero a su caballería la nombra equitatus

 Cuando refiere Dablancourt que César marchó en dos líneas a atacar la legión de Pompeyo que se había encerrado en un fuerte y que con el ala izquierda que él mandaba forzó el primer atrincheramiento; veo bien que es la infantería quien le tomó y no un ala de caballería: también César dice:

tamen sinistro cornu ubi erat, ipse celeriter aggresus dextrum Caesaris cornu, ignorantia loci, etc. Eodemque tempore equitatus ejus nostris equitibus appropinquabat
Julio César, De bello civili 105

César se explica siempre lo mismo.[cita requerida] A finales del siglo XVIII solo se daba el término alas a los cuerpos de caballería, ya fuera que camparan, como lo hacen ordinariamente, el uno a la derecha y el otro a la izquierda de la línea o que se les colocara en otra parte por alguna razón; en cuyo caso conservaban siempre el nombre de alas. Pero cuando la primera línea es toda de infantería, se decía derecha e izquierda de la infantería, y no ala.
Puede ser, como lo han dicho Vegecio y Aulo Gelio, que el nombre de ala se diese en el principio a la caballería solamente porque se colocaba en los flancos del ejército, como «las alas de un ave.» Bien puede que la prontitud de sus movimientos haya dado idea para esta denominación y parece también que los romanos daban la mayoría de las veces el nombre de ala a la caballería sola. No obstante, esto no era de un modo exclusivo, pues como decían alarii equites, decían también cohortes alariae et legionariae (cohortes alares y legionarias) i. e. de los aliados. César dice, que hizo poner en batalla a todos sus alarios (omnes alarios) delante de su nuevo campo, en presencia de Ariovisto, pero solo por aparentar porque no tenía un número de soldados legionarios proporcionado al de los enemigos. Estos alarii estaban colocados en batalla como infantería. Julio César, De bello Gallico 1. cap. 11, pág. 80;  Oudendorp 1737. 4º)
Polibio nos lo explica y no deja en ello duda alguna: 

El número de los aliados es por lo ordinario, en cuanto a la infantería, igual a las legiones; y en cuanto a la caballería doble. Se saca de este cuerpo el tercio de caballeros, que se nombran extraordinarios o escogidos y el quinto de la infantería. El resto (tanto caballería como infantería) está dividido en dos partes llamadas ala derecha y ala izquierda.
 Polibio, Historias VI.14. Ernest. 8.° 1763. tomo 2, pág. 37

Aquí se ve porqué los autores latinos distinguen cuidadosamente las cohortes dates, o el ala de caballería (equituum ala) de los caballeros romanos o legionarios.
Tito Livio cuenta que en la batalla de Cannas la caballería romana se formó en el ala derecha, in dextro cornu (op. cit. 32.45) En el orden de batalla de Asdrúbal Giscón contra Cneo Cornelio Escipión Calvo, la caballería númida, dice el mismo autor, que no se puso toda in dextro cornu.
Los romanos daban el nombre de ala y de cornu a las tropas de infantería y de caballería, con esta diferencia, que no aplicaban el de ala sino a las de sus aliados, tanto infantería como caballería y que cuando hablaban de un ejército romano, la palabra cornu significaba la mayoría de las veces la izquierda y la derecha de la infantería, aunque no siempre. [cita requerida]